# 里昂市政厅
里昂市政厅（法語：Hôtel de Ville de Lyon）是法国里昂的市政厅，该市最大的历史建筑之一，位于里昂第一区，西面是沃土广场，东面隔着喜剧广场（Place de la Comédie）与歌剧院相对。1881年7月12日，被列为法国历史古迹。

## 历史
- 在17世纪，里昂得到发展，沃土广场所在的半岛成为市中心，里昂市政厅兴建于1645年到1651年。
- 1674大火之后[2]，这座建筑包括立面在内被改建，由孟莎（Jules Hardouin-Mansart）和他的学生设计[3]。
- 1792年，在法国革命期间，立面中间的路易十四骑马浮雕被拆除，复辟期间换上了亨利四世同一姿势的浮雕[2]。